# Alexandra Schmied
Alexandra Schmied (* 26. Mai 1990 in Amberg) ist eine deutsche volkstümliche Musikerin.

## Biografie
Als Kind spielte Schmied Akkordeon und besuchte zwei Jahre lang eine Musikschule in der Gemeinde Ursensollen. Später erlernte sie die Steirische Harmonika.
Beim Musikantenstadl im Jahr 2006 gewann Alexandra Schmied den Nachwuchswettbewerb und erhielt den Stadlstern für den Jahressieg.

## Preise und Ehrungen
- 2006 – Stadlstern; Jahressieg beim Nachwuchswettbewerb im Musikantenstadl mit dem Titel Verrückte Finger bei Andy Borg
- 2006 – Herbert-Roth-Preis; zusammen mit Nicolas Senn
- 2007 – 2. Platz bei der schweizerischen Vorentscheidung zum Grand Prix der Volksmusik; zusammen mit Nicolas Senn (Platz 8 beim Grand Prix der Volksmusik)
- 2007 – Die goldene Tulpe 2007; 2. Platz in der Kategorie „Beste Newcomerin“
- 2013 – Beste Nachwuchskünstlerin auf der Steirischen Harmonika

## Auftritte
- Musikantenstadl mit Andy Borg
- Zillertaler Alpenparty bei den Zellberg Buam
- 2. Münchner Harmonikatreffen
- Wernesgrüner Musikantenschenke

## Diskografie

### Alben
- 2006: Trau di doch!,  Tyrolis
- 2007: Mit Schwung durchs Alpenland (Nicolas Senn & Alexandra Schmied),  Tyrolis
- 2008: Feiern, singen, musizieren, Tyrolis
- 2012: Musik aus Leidenschaft
- 2016: Die Musi ist mein Leben, Telamo
- 2018: Richtig schneidig spiel i auf,  Mcp/Vm (Mcp Sound & Media)

### Single
- 2007: Mit Schwung durchs Alpenland (Nicolas Senn & Alexandra Schmied),  Tyrolis